# L'imperatore Carlo V domina il Furore
L'imperatore Carlo V domina il Furore (El emperador Carlos V y el Furor) è una scultura che fa parte della collezione del museo del Prado. Si tratta di una scultura in bronzo patinato di 2,5 metri di altezza, che ritrae l'imperatore Carlo V (o Carlo I di Spagna) e un nemico incatenato ai suoi piedi, che lo stesso monarca commissionò allo scultore milanese Leone Leoni nel 1549. L'idea venne allo stesso scultore e infine fu approvata dall'imperatore, procedendo con la commissione. Venne realizzata tra il 1551 e il 1564 (quando il committente era già morto) e venne terminata dal figlio di Leone, Pompeo Leoni.
L'opera si ispira a una citazione del poeta romano Virgilio che allude alla pace romana. La scultura è in parte smontabile, dato che in realtà l'imperatore è nudo e l'armatura che lo copre può essere tolta o rimessa a piacimento.

## Storia

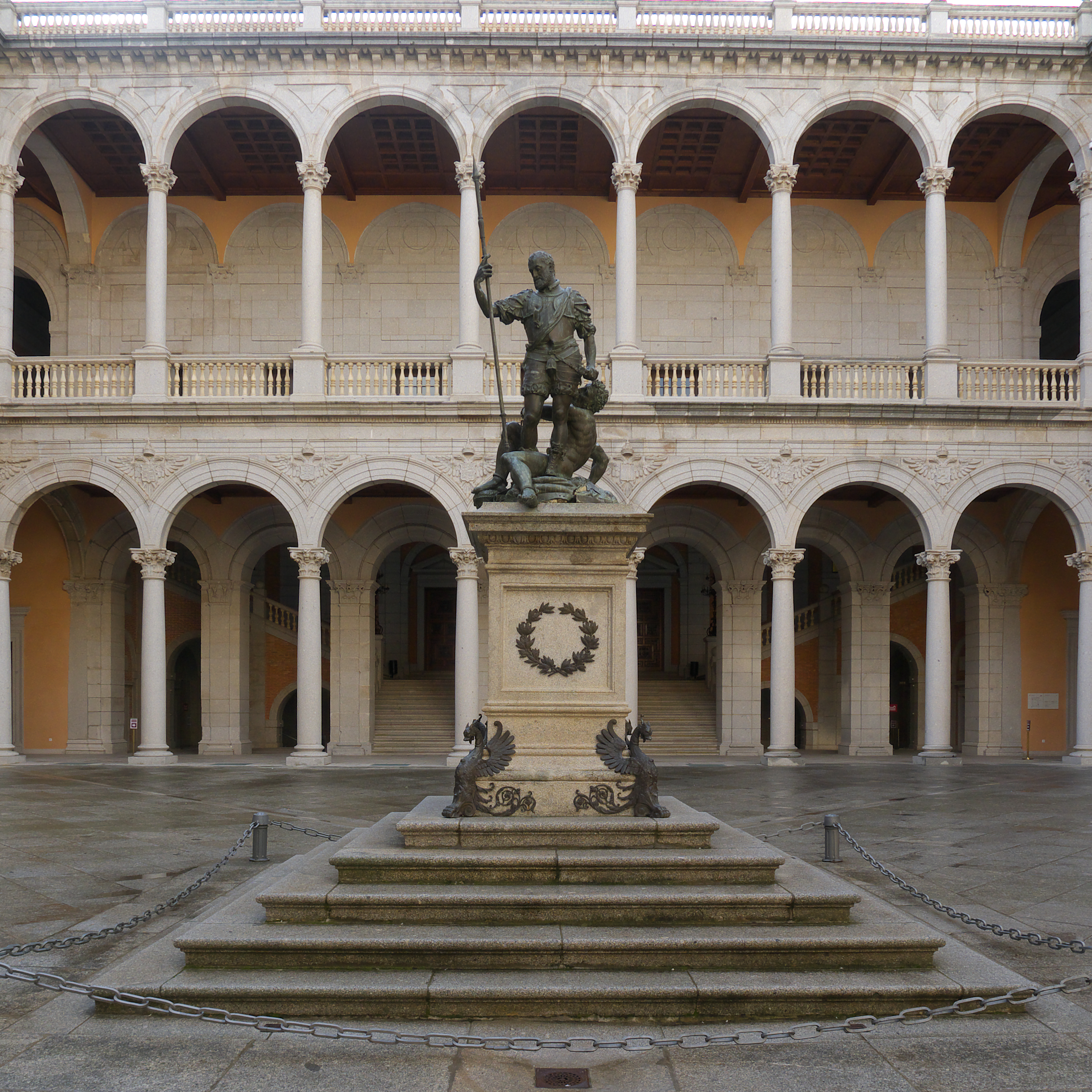
La copia nel cortile dell'Alcázar di Toledo.

Nel corso del tempo la statua venne collocata in luoghi diversi, sempre nei dintorni di Madrid. Nel 1607, su ordine di Filippo III, venne posta nell'Alcázar reale. Nel 1620 venne trasferita, come elemento decorativo, nel giardino del palazzo di Aranjuez. Nel 1634 venne trasportata nei giardino del palazzo del Buon Ritiro di Madrid, e da lì fu trasferita alla fine del diciottesimo secolo al palazzo di Buenavista (all'epoca la residenza di Manuel Godoy). Nel 1811, tramite un decreto di Giuseppe I, la statua divenne di "proprietà del popolo" e venne posta alla sommità di una fontana nella plaza de Santa Ana. Agli inizi del secolo ventesimo si trovava nell'Alcázar di Toledo e in seguito entrò a far parte delle collezioni del museo del Prado.
Lo scrittore madrileno Ramón Gómez de la Serna ebbe un ruolo importante nella riscoperta dell'opera: nel 1921 egli lesse un passo tratto dalle Vite de' più eccellenti pittori, scultori e architettori, di Giorgio Vasari, nel quale veniva citata la scultura di Leoni, e chiese all'allora direttore del museo del Prado, il signor Beruete, se fosse possibile rimuovere l'armatura per vedere il vero corpo della statua. Beruete approvò questa iniziativa e per un certo periodo l'opera venne esposta senza l'armatura. In seguito Gómez de la Serna raccontò quest'esperienza in un articolo intitolato Una gran sorpresa para hoy: Mi misión secreta ("Una grande sorpresa per oggi: la mia missione segreta"), uscito su un numero della rivista El Liberal nel 1921, e in seguito ribattezzato Yo desnudé a Carlos V ("Ho spogliato Carlo V").
Una copia si trova alla sala delle Colonne del palazzo reale di Madrid. Con intento simbolico, questo luogo fu scelto per la firma della procedura di adesione della Spagna alla Comunità Economica Europea, il 12 giugno del 1985. Un'altra copia si trova nel cortile dell'Alcázar di Toledo.

## Descrizione

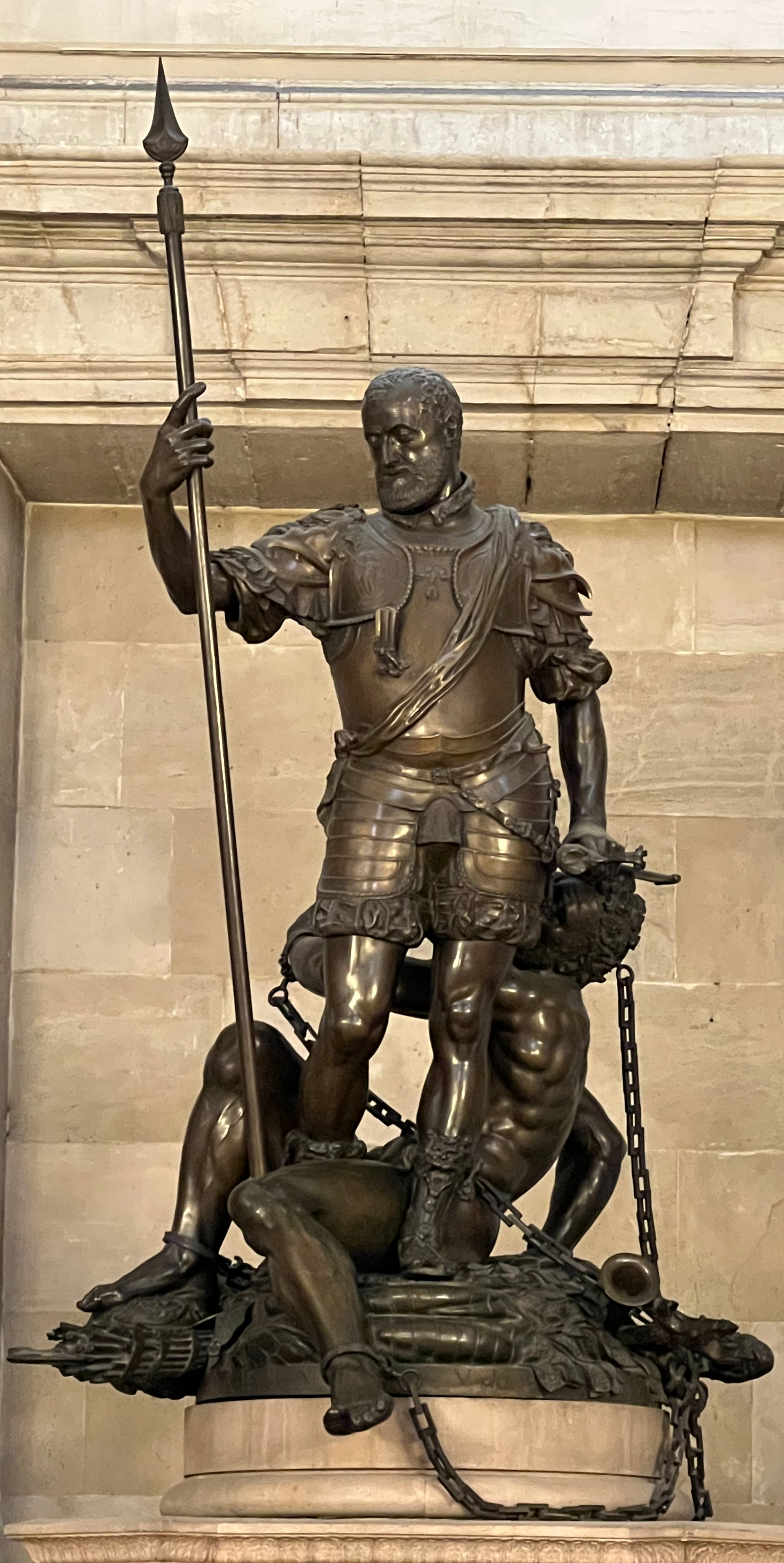
La replica nella sala delle Colonne del palazzo reale madrileno.

Con queste parole Giorgio Vasari descrisse l'opera nella sua biografia dello scultore Leone Leoni, contenuta nella seconda edizione delle sue Vite:
(Giorgio Vasari, Le vite de' più eccellenti pittori, scultori e architettori, 1568, p. 841)
Carlo V indossa un'armatura alla romana, con una corazza e delle spalline, ed è raffigurato mentre sovrasta un uomo caduto e incatenato, una personificazione del furore; questa figura impugna una torcia bruciata nella mano destra. L'imperatore brandisce una lancia con la mano destra, e con la sinistra una storta (la cui impugnatura è a forma di testa d'aquila); entrambe le armi possono essere rimosse.
L'armatura può essere separata dal corpo, mostrando Carlo V nudo secondo dei canoni fisici idealizzati, come per gli eroi greco-romani. La base della scultura ritrae vari oggetti che alludono alla guerra, come uno scudo, un morione, una corazza e altri attributi (una tromba, un tridente, una faretra di frecce, una mazza e un fascio dei littori romani). L'ispirazione dall'Eneide virgiliana deriva dalla frase Saeva sedens super arma, che illustra l'istante nel quale Enea pacifica il Lazio rinchiudendo il Furore nel tempio di Giano e dichiarando la pace. La commissione dello scultore milanese consisteva in origine in una serie di sette sculture, che non poterono essere realizzate tutte.
L'opera presenta un'attenzione per i dettagli e una perfezione tecnica di fattura notevole. Le statue commemorative con delle parti smontabili erano rare durante il Rinascimento, a causa della complessità della loro realizzazione e del loro montaggio. I volti dei due personaggi si distinguono per la loro grande precisione anatomica, mentre i corpi ignudi (nel caso dell'imperatore lo si può coprire) sono più idealizzati. L'atteggiamento impassibile e sereno dell'imperatore contrasta con il corpo contorto e con l'espressione angosciata sul volto dello sconfitto, il cui realismo e l'attenzione per i dettagli possono considerarsi un antecedente della scultura barocca.